# رشيد الدين فضل الله الهمذاني
رشيد الدين فضل الله الهمذاني المعروف بـرشيد الدين طبيب، (1247 - 1318) مؤرخ وطبيب فارسي من أصل يهودي وعالم اعتنق الإسلام وكتب في تاريخ المغول كتاب جامع التواريخ باللغة الفارسية الذي يعتبر مصدراً هاماً في علم التاريخ ووثيقة مهمة عن الإلخانات، حيث فصل في كتابه هذا تاريخ المغول من أيام جنكيز خان وحروبهم أيام هولاكو وغازان.
واهتم به المؤرخون والمستشرقون والدارسون في كل العالم وترجم للغات كتيرة لأنه مصدر أساسي لتاريخ المغول وجغرافيا المنطقة التي توسعوا وانتشروا فيها. واعتبره المؤرخ موريس روسابي أهم شخصية في بلاد فارس خلال حكم المغول.

## سيرته
ولد رشيد الدين لعائلة يهودية فارسية في همدان، وعاش في بيتٍ معروفٍ بالطب والحكمة وحسن المعرفة وبعد الهمَّة؛ فأبوه عماد الدولة أبو الخير كان طبيبًا ملازمًا لسلاطين الإيلخانيِّين، وكان جميل الأخلاق متودِّدًا، ويُدعى جده موفَّق الدولة علي، وقيل: عالي، وغالي. كان يعيش مع نصير الدين الطوسى في قلاع الإسماعيلية بقهستان، ثم التحق بخدمة هولاكو خان على إثر استيلائه على تلك القلاع. اعتنق الإسلام حوالي سن الثلاثين.
بعد أن اعتنق الإسلام في سن الثلاثين، أصبح رشيد الدين الوزير القوي لإلخان غازان، وفي وقت لاحق، كلفه غازان بكتابة جامع التواريخ، الذي يُعتبر الآن أهم مصدر منفرد لتاريخ فترة إلخانات وإمبراطورية المغول. احتفظ بمنصبه كوزير حتى عام 1316.
تم تدريب رشيد كطبيب وبدأ الخدمة تحت إشراف ابن هولاكو، أباقا خان، وارتقى ليصبح الوزير الأعظم للبلاط الإلخاني في سلطانية. وشغل منصب وزير وطبيب في عهد الإمبراطور الإلخاني غازان وأولجيتو قبل أن يسقط في مكائد البلاط في عهد أبو سعيد بهادر خان، الذي قتل وزرائه في سن السبعين.
ابنه غياث الدين بن راشد الدين، خدم لفترة وجيزة كوزير بعده.

### وزارته للسلطان محمود غازان

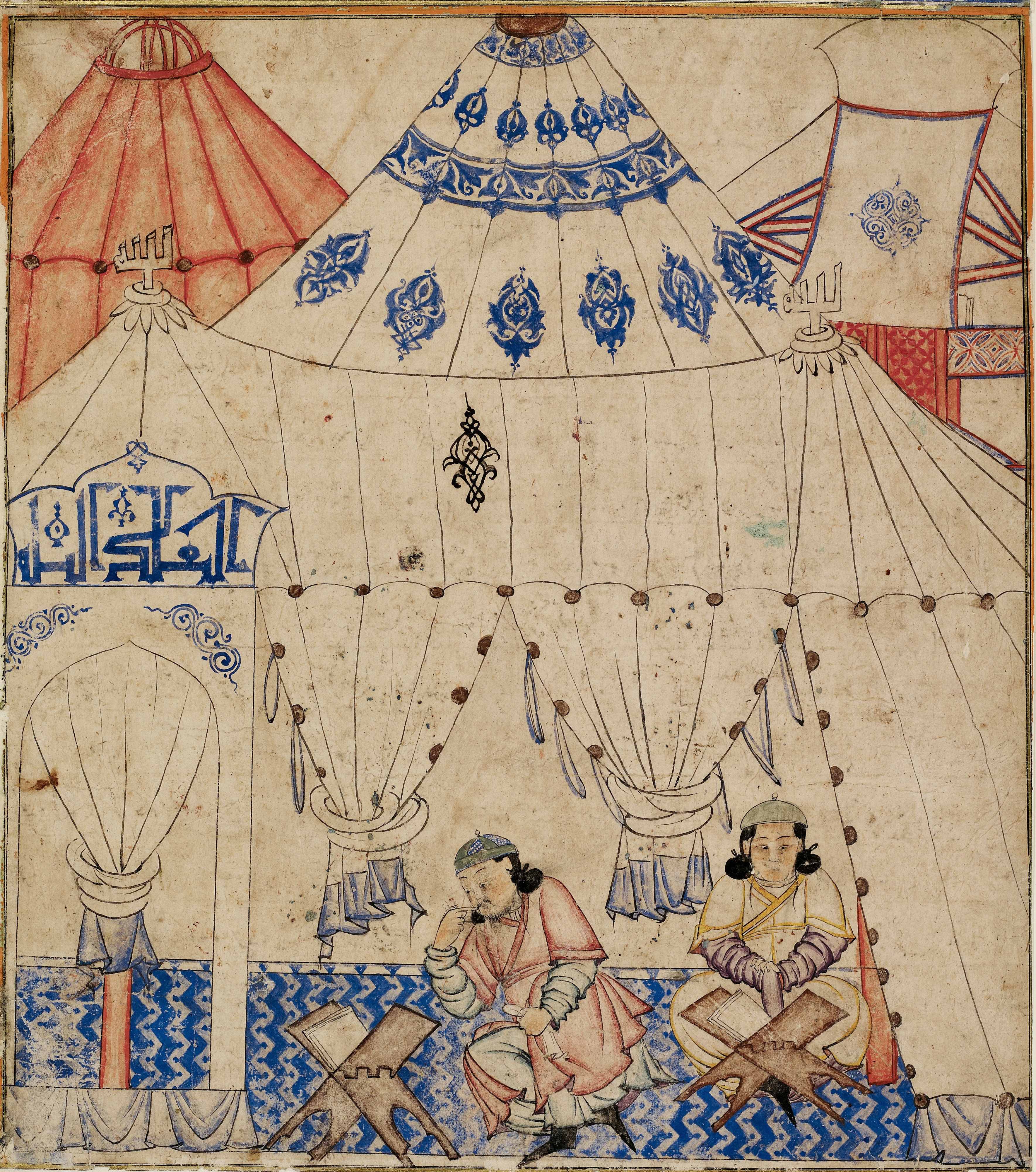
غازان يدرس القرآن

التحق رشيد الدين بالبلاط الإيلخاني كطبيب منذ أيام ثاني الحكام الإيلخانيين أباقا، فلمس غازان مزايا رشيد الدين ورجاحة عقله وسعة اطلاعاته في جلسات المناقشة، التي كان يعقدها معه في البلاط حول بعض المسائل الدينية، وتفسير بعض آيات القرآن، منذ أن نبذ غازان البوذية ودان بالإسلام سنة (694هـ=1294م)، فانتقاه وزيرًا له سنة (697هـ=1297م)، وأشرك معه وزيرًا آخر لمعاونته في الحكم، هو سعد الدين محمد الساوجي، وظلَّ الوزيران يعملان متعاونين حتى وفـاة غـازان.
وقد وصل رشيد إلى مكانة كبيرة في عهد غازان خان؛ حيث كان الساعد الأيمن له يُشاركه في إصلاح المسائل المالية وإنشاء الأبنية والآثار الخيرية، وترتَّب على ذلك حدوث إصلاح في شتَّى نواحى الحياة الاقتصادية والاجتماعية والثقافية والعمرانية في عهد غازان بفضل من رشيد الدين، قال الصفدي: «واتصل بغازان محمود، وخدمته في خدمته السعود، فقرَّبه نجيبًا، وقرَّ به عينًا لما استقر به صفيًّا، وعظم شأنه، وعلا بتمكُّنه مكانه، ولم يكن عنده أحد في محله، وحكمه في حرمه وحله».
وعندما قام غازان خان بإنشاء مقبرة له وحولها مجموعة من الأبنية منها مسجد ومدرستان وبيمارستان ومكتبه ومسكن للأطفال وملجأ للأيتام وملجأ للأطفال المشردين، وأوقف عليها جزءًا كبيرًا من أملاكه للإنفاق عليها، عهد إلى الوزير رشيد الدين بالإشراف عليها، وعندما خرج غازان بحملته على سوريا للسيطرة عليها أخذ رشيد الدين ليقوم بتحرير المنشورات والفرامانات باللغة العربية، وإلى جانب ذلك أعطاه الإشراف على جميع تكاليف الرحلة من الخزانة العامة، كما أنَّ رشيد الدين عمل على تشجيع العلم ورعاية الأدب، لذلك اجتمع في بلاط غازان خان كثير من الأدباء والمؤرخين وهؤلاء أسهموا في شهرة غازان.

### وزارته للسلطان أولجايتو
واستبقى أولجايتو شقيق غـازان وخليفته الوزيرين في منصبيهما حتى عام (705هـ=1305م)، وقد حصل رشيد الدين في عهد أولجايتو على نفوذٍ قويٍّ أكثر ممَّا كانت في عهد غازان، حتى إنَّ أولجايتو عندما أراد الخروج لفتح جيلان أمر رشيد الدين أن يُلازم زوجته المريضة ويُشرف على علاجها حتى تشفى ثم يلحق بالجيش في أسرع وقت، لذا قال الصفدي: «ثم إنَّه اتَّصل بعده بخربندا، فزاده على ذلك وعقد له لواءً من السعد وبندًا، وزاد علوًّا، واستفاد غلوًّا، وكثرت أمواله، وامتدَّت آماله، وصار في عداد الملوك، ونظمت جواهر سعوده في السلوك».
ولكن عندما تحول أولجايتو من المذهب الحنفي (الذي كان عليه رشيد ومقرِّب إليه اتِّباعه) إلى المذهب الشيعي صارت سلطة رشيد الدين محدودة، وتعرَّض لخطرٍ من زميله سعد الدين الذي تقرب من أولجايتو وتقرَّب من الشيعة الذين عملوا على مؤازارته ومساندته. وعندما بدأت العلاقة تسوء بين الوزيرين لتعرُّض كلاهما من قِبَل الحاسدين لتهمة التلاعب بأموال الدولة، ولكن التحقيق أثبت براءتهما، فزاد أولجاتيو من قدر رشيد الدين، الذي تعرَّض ثانيةً لتهمةٍ جديدةٍ عام (711هـ=1311م) من شريكه في الوزارة سعد الدين الساوجي بأنَّه حاول دسَّ السمَّ إلى السلطان، ولكن التحقيق أثبت براءته مرَّةً أخرى، وبدأ الساوجي يفقد مكانته، وقضى بعد ذلك ضحيَّة مغامرٍ جديدٍ طامعٍ بالمنصب هو علي شاه الجيلاني، الذي حلَّ بالوزارة كشريك لرشيد الدين.

### وزارته في عهد أبي سعيد بهادر
وكما سعى علي شـاه الجيلاني للتخلص من الساوجي، فقد اتبع السياسة نفسها مع رشيـد  الديـن، الـذي لمس أنَّ السلطان الجديد صغير السن أبا سعيد بـن أولجايتو (716-736هـ=1316-1335م) كان يميل إلى علي شاه، ويسكت عن تجاوزاته في حدود سلطته كشريك في الإدارة. لذلك آثر رشيد أن يبتعد عن جو البلاط حيث الدسائس والوشايات.

## مقتل رشيد الدين
كانت قصور المغول مهبط الأطماع والمنافسات، ومكمن الدسائس والمؤامرات، ومطمع أنظار المتغلبين في طلب الرياسة والملك. لذا دبرت العديد من المؤامرات ضد رشيد الدين بحكم مكانته الهامة في الدولة. في حين تابع علي شاه تلفيق التهم لرشيد الدين، حتى أصدر السلطان أمره بعزله من منصبه (717هـ=1317م)، فترك رشيد الدين العاصمة السلطانية، وعاد للإقامة في تبريز. ولما ساءت أحوال الإدارة في الدولة بسبب غياب رشيد الدين، عمل قائد الجيش جوبان لإعادته بعد ممانعة شديدة من رشيد الدين.
وقد أحال الوزير علي شاه الجيلاني من دون عودة رشيد الدين؛ فقد ذكر للسلطان أبي سعيد أنه عندما كان السلطان أولجايتو في مرضه الأخير أمر رشيد الدين بإعطائه شرابا ساما سبَّب وفاته، وأن عز الدين إبراهيم بن رشيد الدين الذي كان يشتغل ساقيا للسلطان هو الذي قدم الشراب إليه باتفاق مع والده. وعندما سمع السلطان أبو سعيد ذلك غضب وأمر بالقبض عليه ومحاكمته، وأصدر ضده حكم بالقتل هو وابنه عز الدين إبراهيم. وقتل ابنه على مرأى من أبيه وكان شابا في 16 من عمره.
وأما الوزير رشيد الدين فضل الله فقد قطعت أوصاله وطيف بها وبعثوا إلى كل بلد بعضو وأجروا بقية جسده ثم دفنت في أرجاء مختلفة من البلاد، وكان ذلك في جمادى الأولى سنة (718هـ=1318م)، ولم يلبث السلطان أبو سعيد أن ندم على ما فعله برشيد الدين فاستدعى ابنه غياث الدين عام (727هـ=1327م) لاستلام الوزارة، وجهد أبناء رشيد الدين في جمع أشلاء والدهم ودفنها في المقبرة التي كان قد أعدها رشيد الدين لنفسه بجوار تبريز.

## شخصية رشيد الدين
تمتع رشيد الدين بعقلية جبارة جعلته متعدد نواحي النبوغ، كما كانت مبادؤه سامية وأخلاقه قويمة، قام بالعديد من الإصلاحات التي تمَّت في عهد غازان خان في شتى النواحي الدينية والاجتماعية والعمرانية والثقافية، وكان رشيد الدين هو الموحي بها والعامل الأول في إخراجها إلى حيِّز التنفيذ، وكان شهمًا نبيلًا مع خصومه؛ فعندما سنحت له الفرصة للخلاص من عدوه علي شاه وجاء عمَّال الديوان لذلك، قاوم رغبته فلم يتخلَّص منه، كما كان جوادًا كريمًا، جمع ثرواته وأنفقها في سبيل الخير، وإقامة المؤسسات، والعمل على نشر العلم، وتشجيع العلماء، وتشييد المساجد والمدارس لإقامة الشعائر وتدريس علوم الدين.
وقد قال الذهبي في حقه في (العبر): «وكان يوصف بحلمٍ ولطفٍ وسخاءٍ ودهاء». وقال ابن حجر في أخلاقه: «وَكَانَ يناصح الْمُسلمين ويذب عَنْهُم، وَيسْعَى فِي حقن دِمَائِهِم، وَله فِي تبريز آثَار عَظِيمَة من الْبر، وَكَانَ شَدِيدا على من يعاديه أَو ينتقصه يثابر على هَلَاكه. وَكَانَ متواضعًا سخيًّا كثير الْبَذْل للْعُلَمَاء والصلحاء».

## ثقافته
لقد رزق الله تعالى فضل الله رشيد الدين عقلية جبارة ساعدته على التعمق في دراسة العلوم والأدب؛ فهو إلى جانب الطب الذي أسلم له نفسه في شبابه، كان مطلعًا على مختلف العلوم التي تتصل به، وكان يُحيط إحاطةً كاملة بشؤون الزراعة وعلم الحياة والهندسة المعمارية والميتافيزيقا إلى جانب التفقه في مسائل الدين الإسلامى، فكان يستغل ساعات فراغه القليلة يعكف فيها على الدرس والبحث وكان على دراية بالفنون.
كذلك كان على علمٍ بالثقافات المتنوعة، ومعرفة تامَّة باللغات المختلفة مثل الفارسية والعربية والعبرية والمغولية والتركية والصينية:
- فمثلًا كان يُجيد العربية لدرجة أنَّ غازان خان كان يصطحبه في حملاته على الشام ليُحرر المنشورات باللغة العربية؛ فقد كتب منشورًا اثناء حصار قلعة الرحبة حيَّر المدافعين وأعجزهم ببلاغة العبارات وسمو الأسلوب، وكان يُؤلِّف باللغة العربية أو يُترجم إليها بعض مؤلفاته الفارسية.
- أمَّا بالنسبة إلى المغولية فكانت لغة التفاهم بين السلاطين والأمراء، فلا يقبل أن يكون جاهلًا بها، وكتب عدَّة مؤلفات باللغة المغولية، ونقل مؤلفات أخرى من المغولية إلى العربية والفارسية.
- وأمَّا اللغة العبرية، فكان يُلمُّ بها إلمامًا تامًّا، واستعمل الفاظًا عبريَّةً في مؤلَّفاته، وذكر أنَّه اطَّلع على كتب تواريخهم وسمع من علمائهم وقرأ أربعة وعشرين من كتب التوراة.

## ديانته
الخلاف بين الباحثين لا يزال قائمًا إلى اليوم حول حقيقة معتقد رشيد الدين فضل الله الديني الأصلي؛ فمنهم من يقول: إنَّه كان يهوديًّا، دان بالإسلام وهو في الثلاثين من عمره، ومنهم من يُؤكِّد أنَّه وُلد مسلمًا من أسرةٍ مسلمة. فهناك مواضع وفي موضعٍ من كتبه يذكر رشيد الدين اقتدائه بوالده في تعلُّم أصول الإسلام وعقائده وبحثه في القرآن الكريم، كما أنَّ جده موفق الدولة كان عند الإسماعيلية في قلعة الموت عندما سيطر عليها هولاكو، غير أنَّ هناك مصادر تُؤكِّد أنَّه كان يهوديًّا، ومنها ما ذكره ابن بطوطة عندما نزل بغداد وتحدَّث عن مقابلته للوزير غياث الدين محمد بن رشيد الدين وزير السلطان أبي سعيد بهدر، يقول: «وكان أبوه من مهاجرة اليهود، واستوزره السلطان محمد خذابنده والد أبي سعيد». وغيرها من المصادر التي تُؤكِّد أنَّه يهوديًّا، مثل ابن كثير حيث قال: «كان أصله يهوديًّا عطَّارًا متقدِّمًا بالطب، وشملته السعادة، وتولَّى مناصب الوزراء، وحصل له من الأموال والأملاك والسعادة ما لا يُحدُّ ولا يُوصف». وكذا قال الذهبي في العبر، وابن حجر في الدرر الكامنة.
وإن كان هذا الاختلاف معتبرًا وما زال قائمًا، إلا أنَّ الجميع متَّفقون على أنَّه كان يسير في حياته سيرة المسلم المخلص، وأكسبته ملازمته البلاط الإيلخاني هذه المدَّة الطويلة خبرةً وافرةً في أمور السياسة والإدارة.

## آثاره ومؤلفاته
- كتاب «مفتاح التفاسير» ويعرف بـ «التفسير الرشيدي».
- كتاب «التوضيحات» ويعرف بـ «جامع التصانيف الرشيدية».
- كتابٍ «السلطانية» يتكلم عن بعض المسائل الدينية: كالوحي والإلهام والمعجزة والرسالة الإلهية ومميزات خاتم النبيين، وحاول أن يُعطي لهذه المصطلحات تعاريف محددة، ودعا عام (706هـ=1306م) عددًا من علماء الدين لدراسة هذه الآراء فاستحسنوها، وكان فيهم علماء من بلاد الشام ومصر.
- كتاب «الأسئلة والأجوبة الرشيدية».
- كتاب «بيان الحقائق».
- ولرشيد الدين مؤلفات علمية كثيرة، منها في الطب «كتاب طب أهل الخطا»،
- في الزراعة له كتاب «ألآثار والأحياء» الذي تحدث فيه عن الزراعة والمناخ والتربة ووسائل الري وأنواع الطيور والحيوانات.
- جامع التواريخ أهم ما ترك رشيد الدين الهمذاني من تصانيف، كتابه في التاريخ «جامع التواريخ» الذي بدأ العمل فيه عام 702هـ=1302م بأمر من غازان. وأتمه في عهد أولجايتو عام 710هـ=1310م، ويقع في أربعة مجلدات. تحدث في المجلد الأول عن تاريخ غازان وعن تاريخ المغول منذ أجداد جنكيز خان، وتاريخ الخلفاء المعاصرين لهم، وتحدث في المجلد الثاني عن تاريخ أولجايتو. وتاريخ الأنبياء وملوك العالم منذ عهد آدم، وضم المجلد الثالث تاريخ الملوك حتى عهد بني العباس وتاريخ القياصرة وملوك الفرنجة، وقصر المجلد الرابع على الموضوعات الجغرافية، واستعان في كتابة هذا التاريخ بعلماء من الصين والهند وبلاد الأويغور والترك والفرنج والعرب. كما أن غازان سمح له بالاطلاع على سجلات الدولة ووثائقها.

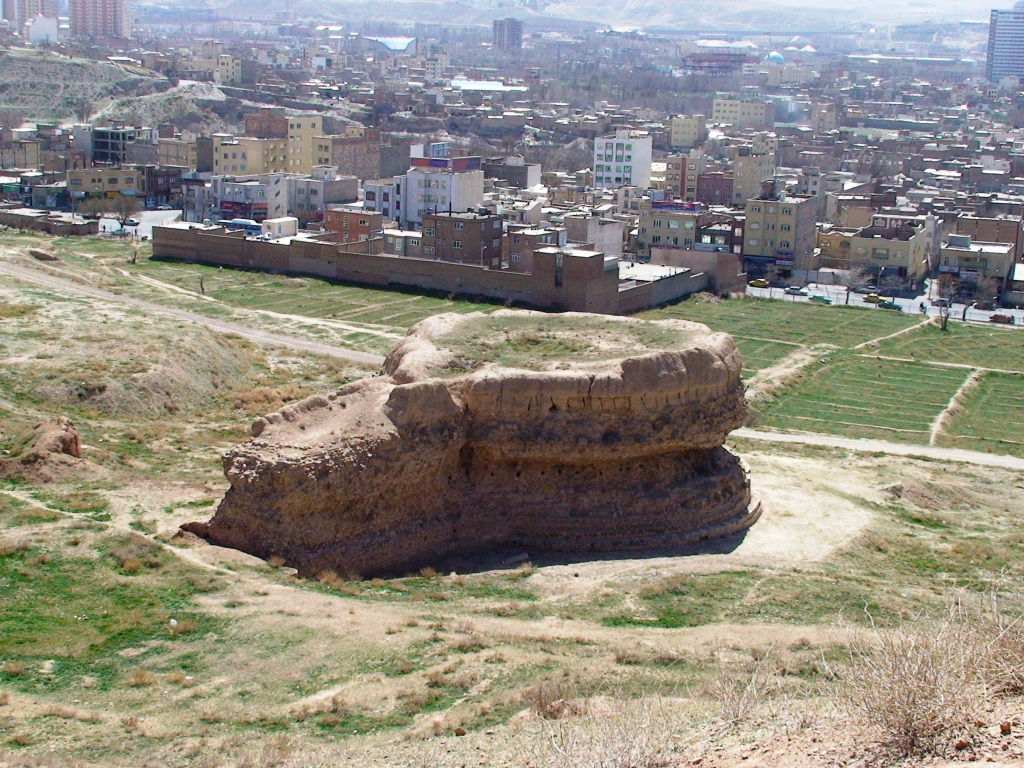
بقايا وآثار مبنى ربع رشيدي.

برئ أسلوب رشيد الدين من الاهتمام باللفظ دون المعنى كما كان شائعًا في عصره، وكان حياديًا قدر المستطاع عند حديثه عن تاريخ المغول، ولكن الكتاب يشكو من ضعف النقد التاريخي، وكان التداخل في تاريخ الأمم التي تحدث عنها قد دفعه إلى التكرار. وأهمية الكتاب تكمن في أن كاتبه قد دوّن أحداثًا شاهدها في حياته، وأسهم في صنع بعضها، وهو وإن لم يأت بجديد عن تاريخ أوروبا فقد كانت معرفته بتاريخها أكثر بكثير مما كانت تعرفه أوروبا عن الشرق. وقد ضاعت بعض أجزاء الكتاب بسبب النهاية الفاجعة لحياة المؤلف.
- الربع الرشيدي - قرر رشيد الدين للمحافظة على تراثه إقامة مركز ثقافي إلى جوار تبريز دعاه «الربع الرشيدي» يضم المدارس ومكتبة ومسجد ومستشفى وحمامات ومنازل لإقامة المدرسين والطلاب، وأقيم في الربع مصانع للنسيج والورق، وأمكنة لنسخ الكتب وتجليدها وتذهيبها، وكان يتسع إلى سبعة آلاف من المدرسين والطلاب من مختلف الجنسيات. إضافة إلى الفقهاء والقراء، وكان لكل فئة من سكان الربع حي خاص بها، وأوقف رشيد الدين أوقافًا عدة لتأمين الأموال لتصرف على طعام المقيمين فيه وكسوتهم. وآل حال الربع إلى الخراب بعد مقتل رشيد الدين، واستعاد شيئًا من نشاطه في عهد وزارة ابنه غياث الدين حتى مقتله أيضًا، فحلَّت بالربع كارثةٌ أخرى.

## روابط خارجية
- رشيد الدين فضل الله الهمذاني على موقع الموسوعة البريطانية (الإنجليزية)